# Aaron McEneff
Aaron McEneff (Derry, 9 de julio de 1995) es un futbolista norirlandés, naturalizado irlandés, que juega de centrocampista en el Perth Glory de la A-League.

## Carrera internacional
McEneff fue internacional sub-17, sub-19 y sub-21 con la selección de fútbol de Irlanda del Norte. 
Para la absoluta, sin embargo, fue convocado con la selección de fútbol de Irlanda, el 16 de noviembre de 2020, para un partido de la Liga de las Naciones de la UEFA 2020-21 frente a la selección de fútbol de Bulgaria, aunque no llegó a debutar.

## Clubes
| Club                | País      | Año       |
| ------------------- | --------- | --------- |
| Derry City          | Irlanda   | 2015-2018 |
| Shamrock Rovers     | Irlanda   | 2019-2020 |
| Heart of Midlothian | Escocia   | 2021-2022 |
| Perth Glory         | Australia | 2022-Act. |

## Palmarés

### Títulos nacionales
| Título           | Club            | País    | Año  |
| ---------------- | --------------- | ------- | ---- |
| Copa de Irlanda  | Shamrock Rovers | Irlanda | 2019 |
| Premier Division | Shamrock Rovers | Irlanda | 2020 |